# Xã Warren, Quận Warren, Indiana
Xã Warren (tiếng Anh: Warren Township) là một xã thuộc quận Warren, tiểu bang Indiana, Hoa Kỳ. Năm 2010, dân số của xã này là 806 người.